# Cap de Barbaria
El Cap de Barbaria (popularment dit simplement es Cap) és un cap de l'illa de Formentera, envoltat per una vénda que porta el mateix nom. Es tracta d'una plataforma formada per materials calcaris i presenta un accidentat relleu amb penya-segats. Al final del seu límit es pot observar el Far de Barbaria que avisa als navegants de la proximitat de les roques i on es pot gaudir d'una posta de sol única. A pocs metres del far es pot observar un petit forat anomenat la Cova Foradada que és una espècie de cova amb forats en la superfície i amb diverses ruïnes. També es pot visitar a poca distància del far la torre de vigilància, que en el seu moment, va protegir l'illa d'invasors, molts dels quals provinents de la Barbaria, regió que dona nom al cap.
És la zona situada més al Sud de Formentera. És més, es diu que el seu nom prové de la relativa proximitat que es troba el cap de les costes africanes, conegudes com a bàrbares. La vegetació no és un element destacable del paisatge, ja que a causa de les condicions que es donen en el lloc degut al seu clima sec i l'alta salinitat, aquesta no és abundant. Es desenvolupa vegetació halòfila i rupícola; l'espècie que més es troba és el romaní. El més important del lloc són les aus marines.
El grup valencià Aspencat l'esmenta dins la cançó L'últim segon, de l'àlbum "Naixen primaveres" ("De Sant Francesc al cap de Barbaria en moto...").
Dels 33 jaciments arqueològics al Cap de Barbaria, 21 pertanyen a la prehistòria, i vuit al període de cartaginès/romà o al període de islàmic. Quatre troballes no estan encara datades.
Les localitats Cap de Barbaria I
(38° 39′ 19″ N, 1° 23′ 42″ E / 38.6554137°N,1.3950113°E),
Cap de Barbaria II
(38° 39′ 36″ N, 1° 24′ 11″ E / 38.6599299°N,1.4031762°E), i
Cap de Barbaria III
(38° 39′ 38″ N, 1° 24′ 01″ E / 38.6604418°N,1.4003894°E) estan protegits per una tanca i són fàcilment accessibles des de la carretera.

## Galeria d'imatges

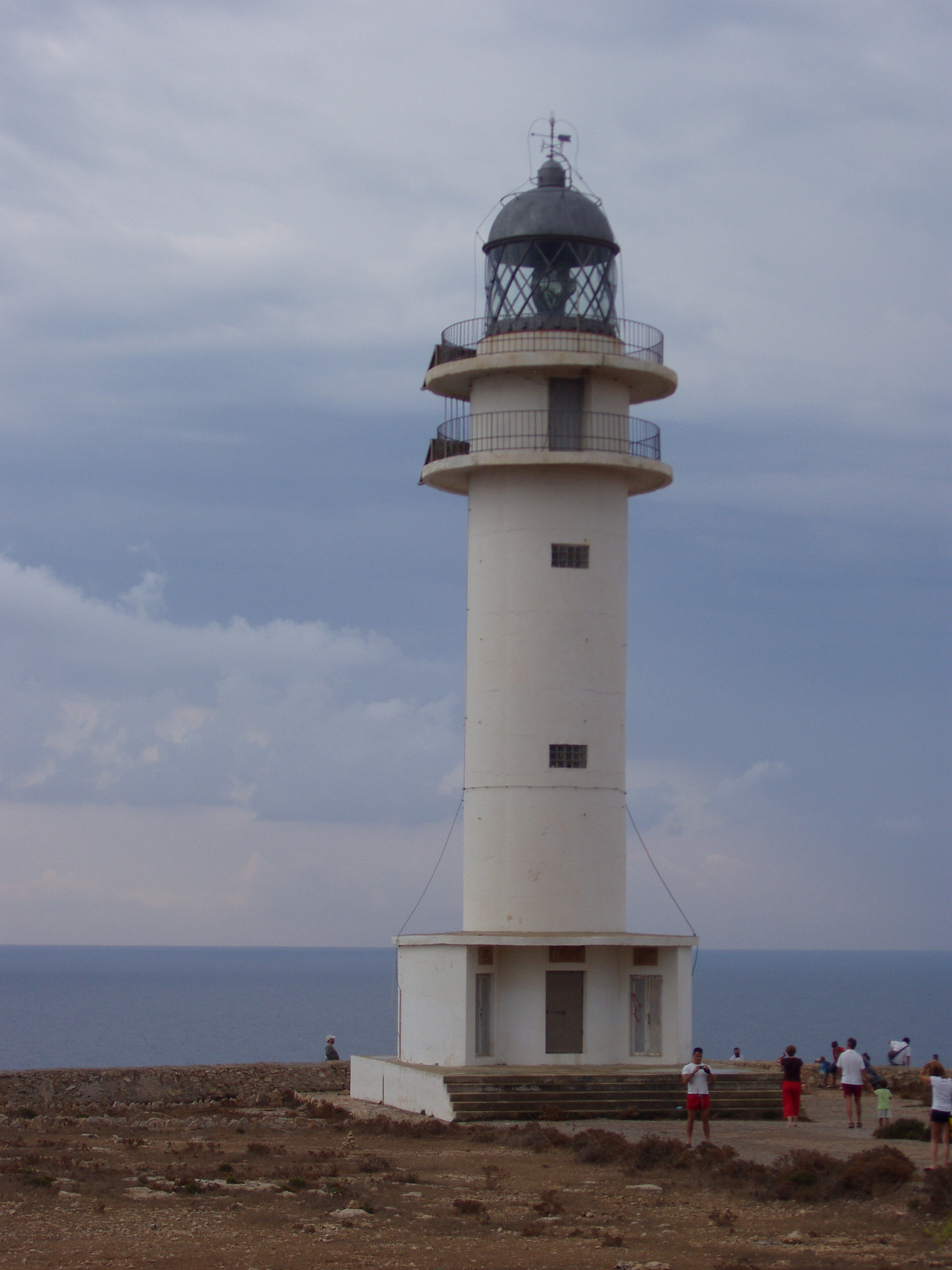
Far d'es cap de Barbaria
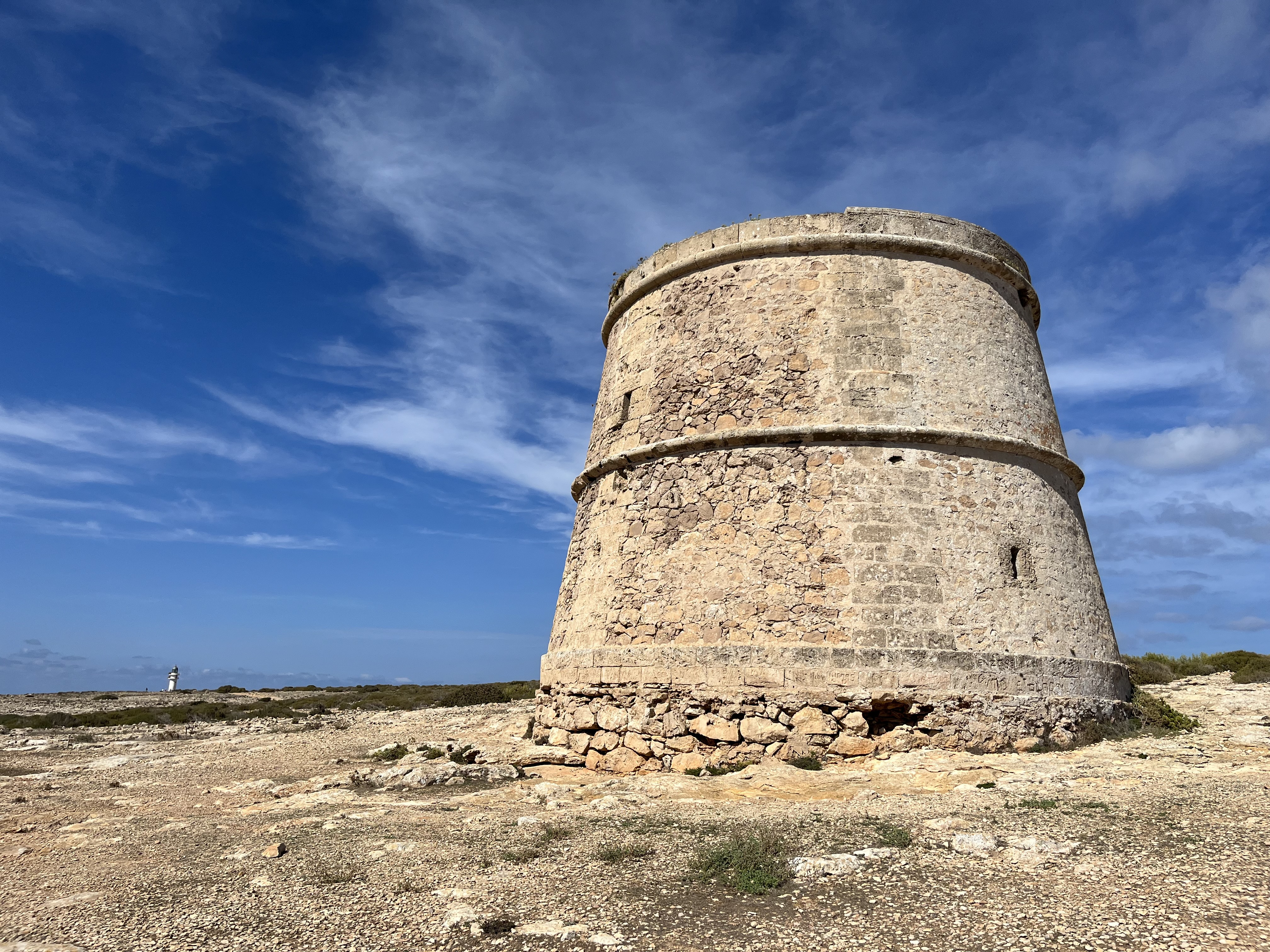
Torre de vigilància